# Pōtatau Te Wherowhero

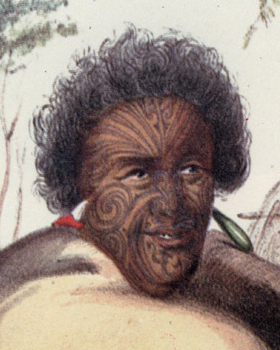
Pōtatau Te Wherowhero

Pōtatau Te Wherowhero (* 1775 in Waikato District, Aotearoa; † 25. Juni 1860 in Ngāruawāhia, Neuseeland) war Häuptling der Māori-Iwi in der Region Waikato und der erste König der Māori in Neuseeland.

## Leben
Te Wherowhero, wie er in seinen jungen Jahren genannt wurde, gehörte zum Stamm der Ngāti Mahuta und war ältester Sohn von Te Rauangaanga, dem Krieger und Anführer des Bündnisses aller Iwi der Waikato-Region. Seine Mutter war Te Parengaope, eine hoch angesehene Frau des Stammes der Ngāti Koura. Über Te Wherowheros Geburtsjahr werden in der Literatur unterschiedlichste Angaben gemacht. Einer Annahme von Pei Te Hurinui zufolge, der sich auf Aufzeichnungen von Missionaren bezieht und entsprechende Quellenforschung betrieb, soll Te Wherowhero um 1775 geboren worden sein. Er war väterlicherseits der 16. in der Linie von Tamatekapua, dem Anführer des Arawa-Kanus das um 1350 von Tahiti kam und auf der Nordinsel von Neuseeland landete.
Mit zehn Jahren wurde Te Wherowhero von seinem Vater zum Whare Wānanga, zu dem Platz des höheren Lernens geschickt, an dem Heranwachsende in Historie, Genealogie und religiöser Praxis ihres Stammes und ihrer Kultur unterrichtet wurden. Er besuchte die heilige Schule Te Papa o Rotu, in Whatawhata am Waipā River, an dem auch sein Vater als Hohepriester tätig war.
Te Wherowhero heiratete Waiata, die älteste Tochter des Häuptlings der Ngāti Maniapoto, Tukorehu. Als die beiden ohne Kinder blieben, bestand Tukorehu darauf, dass Te Wherowhero, der sich bereits in seinem vierten Lebensjahrzehnt befand, auch seine zweite Tochter, Ngawaero, heiratete.

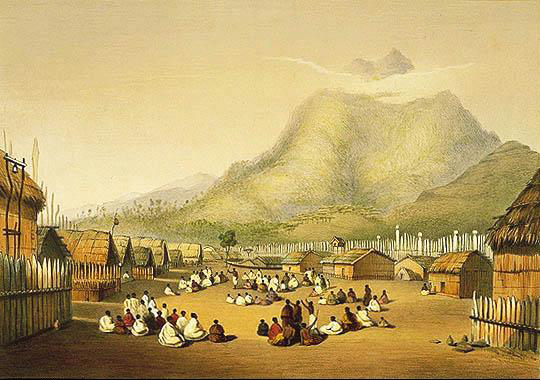
Tūkaitote Pā von Te Wherowhero (National Library of Australia)

Als ab 1820 die nördlichen Stämme der Waikato-Region durch Angriffe der Ngāpuhi unter Hongi Hika nach Süden gedrängt wurden, kam es zu Kriegen mit den Ngāti Toa. Spätestens ab diesem Zeitpunkt war Te Wherowhero einer der wichtigsten Anführer und zeichnete sich durch seine überlegene Strategie und Taktik aus. In den Kämpfen der Waikato-Stämme mit den Ngāti Toa war ihr Anführer Te Rauparaha schließlich unterlegen und musste sich mit seinem Stamm zunächst in die Region Taranaki zurückziehen und später weiter nach Süden gehen. Te Wherowhero war bis 1836 auf Kriegszügen. In den kriegerischen Auseinandersetzungen beanspruchte er häufig der erste zu sein, der einen der gegnerischen Krieger tötete, was in der Kriegsführung der Maori mit höchster Anerkennung gewürdigt wurde. In dieser Zeit erhielt er auch den Beinamen Pōtatau, den Pei Te Hurinui ins Englische mit doorway of night (deutsch: Tür zur Nacht) übersetzte.
Zwischen 1833 und 1836 versuchte Pōtatau Te Wherowhero jeweils vergeblich, Stämme in der Region Taranaki zu besiegen und gab 1836 nach einem erfolglosen Angriff auf das Waimate pa am Kapuni Stream schließlich seine Kriegszüge auf. Ab diesem Zeitpunkt und auch unter dem Einfluss der ab den 1830er Jahren ins Land strömenden Missionare versuchte Te Wherowhero mehr und mehr, sich für Frieden unter den Māori-Stämmen einzusetzen.

## Vertrag von Waitangi
1840, Pōtatau Te Wherowhero hatte mittlerweile den höchsten Priestergrad der Tainui-Stammesvereinigung der polynesischstämmigen Māori erreicht, freundete er sich mit Te Heuheu, dem mächtigen Māori-Häuptling der Taupō Region an, der ebenfalls höchster spiritueller Führer war. Beide waren in Taupō anwesend, als der Vertrag von Waitangi von den südlicheren Stämmen der Nordinsel unterzeichnet wurde. Doch beide verweigerten ihre Unterschrift, da sie bei der ursprünglichen Versammlung in Waitangi nicht eingeladen und vertreten waren. Te Heuheu unterzeichnete später unter dem Druck der britischen Regierung, Pōtatau Te Wherowhero tat dies nicht, obwohl er später vom Gouverneur George Edward Grey regelrecht „hofiert“ wurde.

## König der Māori
Auch ab dem Jahr 1840 besuchte Pōtatau Te Wherowhero die Stämme, gegen die er Jahre zuvor Krieg geführt hatte. Nun, in die Jahre gekommen und mit höchster Reputation versehen, trat er für Frieden und Verständigung unter den Stämmen ein. Dem stärker werdenden Einfluss der Missionare und der Christianisierung der Stämme widersetzte sich Pōtatau Te Wherowhero nicht, sah er doch auch Vorteile in der neuen Glaubensrichtung. Doch taufen ließ er sich bis zu seinem Tode nicht und lehrte zusammen mit Te Heuheu weiterhin den esoterischen Glauben und die Werte seiner polynesischen Vorfahren.
Pōtatau Te Wherowhero, mittlerweile weitgehend anerkannt und vom Gouverneur Robert FitzRoy respektiert, wurde ein Freund des Gouverneurs Grey, als dieser das Amt 1845 übernahm. Te Wherowhero wurde von Grey häufig in Māori-Fragen konsultiert. Als Grey durch die Praxis der New Zealand Company, Māori-Land zu erpressen, stärker unter Druck geriet und Māori-Stämme durch den Landraub zunehmend unzufriedener wurden, wandte sich auch Te Wherowhero von der Regierung und von Grey zunehmend ab.

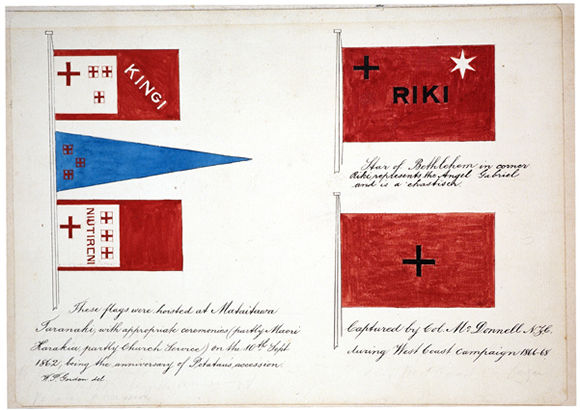
Flagge des Königs der Maori (die drei linken Flaggen), gezeichnet von W.F. Gordon 1862

Die Idee, einen Māori-König zu installieren, soll ursprünglich von der britischen Königin Victoria gekommen sein, die damit die Māori vereinen und befrieden wollte. Es soll Pirikawau vom Stamm der Ati Awa gewesen sein, der als Freund von Gouverneur Grey davon Kenntnis bekam und die Idee in die Stämme trug und dann zunehmend positiv aufgenommen wurde. Damit war die Kīngitanga (englisch: Māori King Movement) geboren.
Bei einer Versammlung (Hui) an der Ostküste der Nordinsel scheiterte die Entscheidung Te Kaniatakirau, einen mächtigen Häuptling der Ostküste zum Māori-König zu machen, an einer Gegenstimme. Danach wurde Te Heuheu favorisiert, der aber seinerseits Te Wherowhero vorschlug. Im November 1856 fand dann ein Treffen aller Häuptlinge des Landes in Pukawa am Lake Taupō statt. Bei diesem Treffen übergab Te Wherowhero das Symbol für den Māori-König allerdings zurück an Te Heuheu, der auch wiederholt ablehnte, was im Übrigen alle Häuptlinge, die in Frage kamen, auch taten.
1857 fand dann ein entsprechendes Treffen in Maniapoto statt, wo die Königsfrage wieder an Te Wherowhero herangetragen wurde und er einstimmig für diese Position auserwählt wurde. 1858/59 folgten in Waikato zwei weitere Versammlungen. Die erste Versammlung wurde in Paetai nahe Rangiriri am Waikato River abgehalten. Te Wherowhero hatte mittlerweile akzeptiert König zu werden, war er doch zu dem Schluss gekommen, dass die Annahme dieses Amtes und die Auszeichnung von den anderen Häuptlingen dem Māorivolk den erlittenen Verlust an Prestige und heiligen Symbolen zurückgeben könnte. Um dem Treffen in Maniapoto Symbolkraft zu verleihen, wurden zwei Flaggen gehisst – die eine der Königin von England und die andere des Königs der Māori.
Bei der zweiten Versammlung Anfang 1859 in Rangiaohia waren dann alle Māori-Häuptlinge anwesend, und Te Wherowhero wurde offiziell zum König gewählt, gefolgt von einer feierlichen Zeremonie, die am 2. Mai 1859 in Ngaruawahia stattfand und bei der die Königsflagge Tapaue offiziell entrollt wurde.
Pōtatau Te Wherowhero starb am 25. Juni 1860 in Ngaruawahia. Nach seinem Tode wurde sein Sohn Tāwhiao zum König gewählt.

## Kritische Anmerkung zu den Quellen
Über die Hintergründe, die Prozedur und die verschiedenen Versammlungen, die stattfanden, um den König der Māori zu finden und zu installieren, werden je nach Quelle teilweise recht unterschiedlich Angaben gemacht.
- Das Essay von Steven Oliver unter Dictionary of New Zealand Biography[4] bezieht sich z. B. auf zwei Quellen, die erste Quelle ist Te Hurinui, P. P. Jones. King Potatau. Wellington, 1960, auf die sich auch dieser Artikel hauptsächlich bezieht und die zweite Quelle ist Kelly, L. G. Tainui. Wellington, 1949. Trotzdem bleibt das Essay an den entscheidenden Stellen ungenau oder wichtige Momente blieben unerwähnt.
- Der Autor von den Artikeln auf New Zealand History Online[8] wird nicht genannt und Quellenangaben werden auch nicht geliefert. In diesen Artikeln gibt es auch die größten Differenzen gegenüber dem Buch King Potatau von Pei Te Hurinui.
- In dem Artikel von Walter Hugh Ross unter Te Ara - Encyclopedia of New Zealand[1] werden vier verschiedene Quellen genannt, von denen eine auch die dieses Artikels ist. Trotzdem werden auch hier unterschiedliche Daten genannt die zum Teil zu einer dritten Version führen.

Diesem Artikel liegt das Buch von Pei Te Hurinui zugrunde, der das Buch im Auftrag der polynesischen Gesellschaft verfasst hat. Pei Te Hurinui hat dafür wohl auf die umfassendsten Quellen zugegriffen und beschreibt in seinem Vorwort (s. Preface) u. a. auch die Gründe für Differenzen.
Aus einem Zeitungsartikel des Taranaki Herald vom 28. Mai 1859 kann z. B. entnommen und geschlussfolgert werden, dass die Inthronisierung Potatau Te Wherowheros kurz vorher stattgefunden haben muss. Insofern ist Pei Te Hurinui mit seiner Angabe des Datums (2. Mai 1859) glaubwürdiger als alle anderen Quellen, die das Jahr 1858 angeben.